# Warzucha tatrzańska
Warzucha tatrzańska (Cochlearia tatrae Borbás) – gatunek rośliny z rodziny kapustowatych.

## Rozmieszczenie geograficzne
Endemit tatrzański. Występuje wyłącznie w Tatrach, w Polsce wyłącznie w Tatrach Wysokich. Podawano też jej stanowiska spoza Tatr, jednak były to błędnie oznaczone inne gatunki. W Tatrach słowackich występuje częściej niż w polskich. Oprócz Tatr Wysokich występuje tutaj również na pojedynczych stanowiskach w Tatrach Zachodnich i Tatrach Bielskich.
W polskich Tatrach podano występowanie tylko na 12 stanowiskach. Niemal wszystkie znajdują się w rejonie Morskiego Oka na wysokości 1595–2390 m n.p.m. Są to: żleb pod Rysami, Kazalnica Mięguszowiecka, Mięguszowiecki Szczyt Czarny, Przełęcz pod Chłopkiem, Bańdzioch, Mięguszowiecki Szczyt, Hińczowa Przełęcz, Cubryna, Mała Galeria Cubryńska, żleb spod Hińczowej Przełęczy do Wielkiej Cubryńskiej Galerii, przełęcz pod Zadnim Mnichem, Wrota Chałubińskiego. Została też stwierdzona w Dolinie Pięciu Stawów Polskich.

## Morfologia

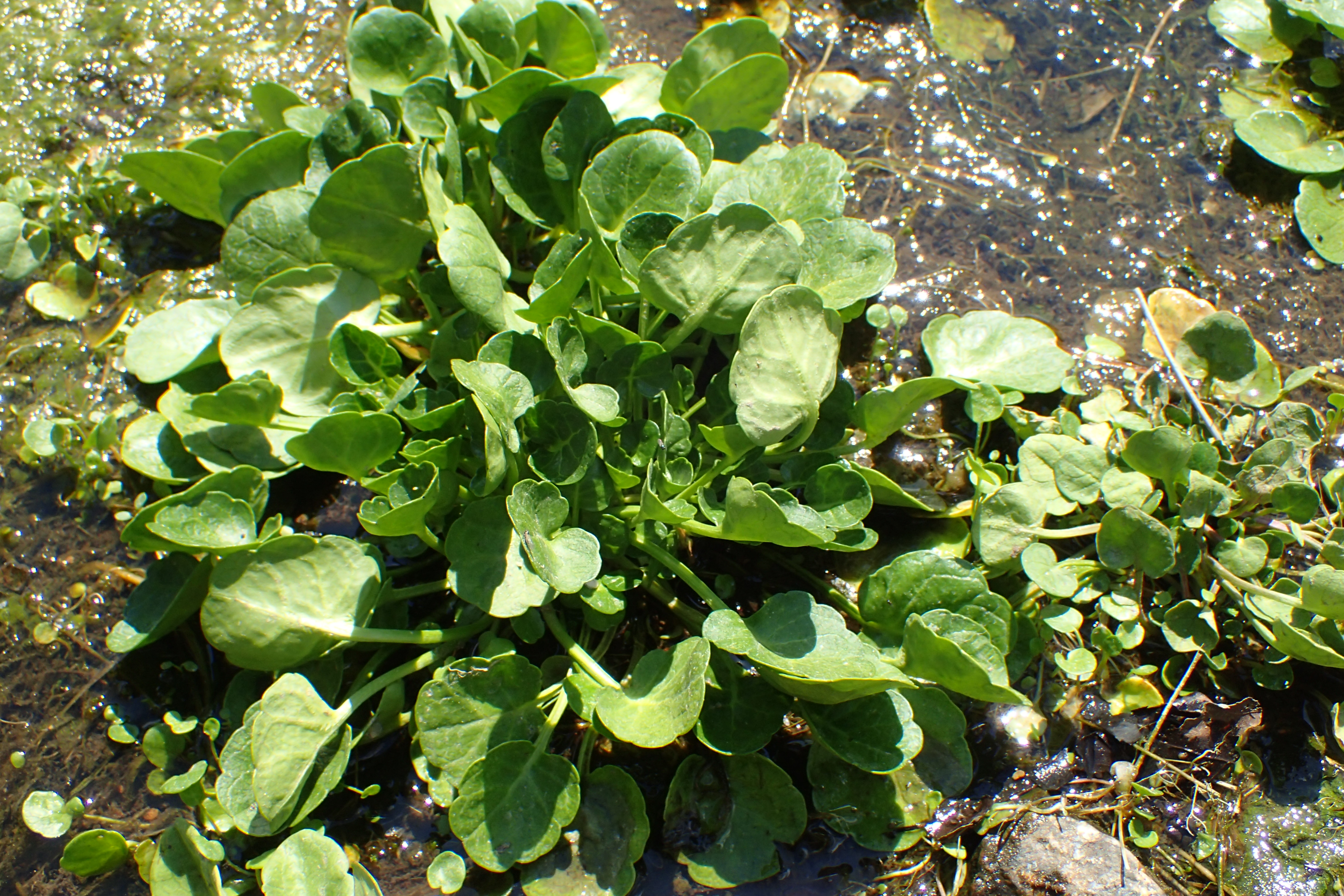
Rozeta liści

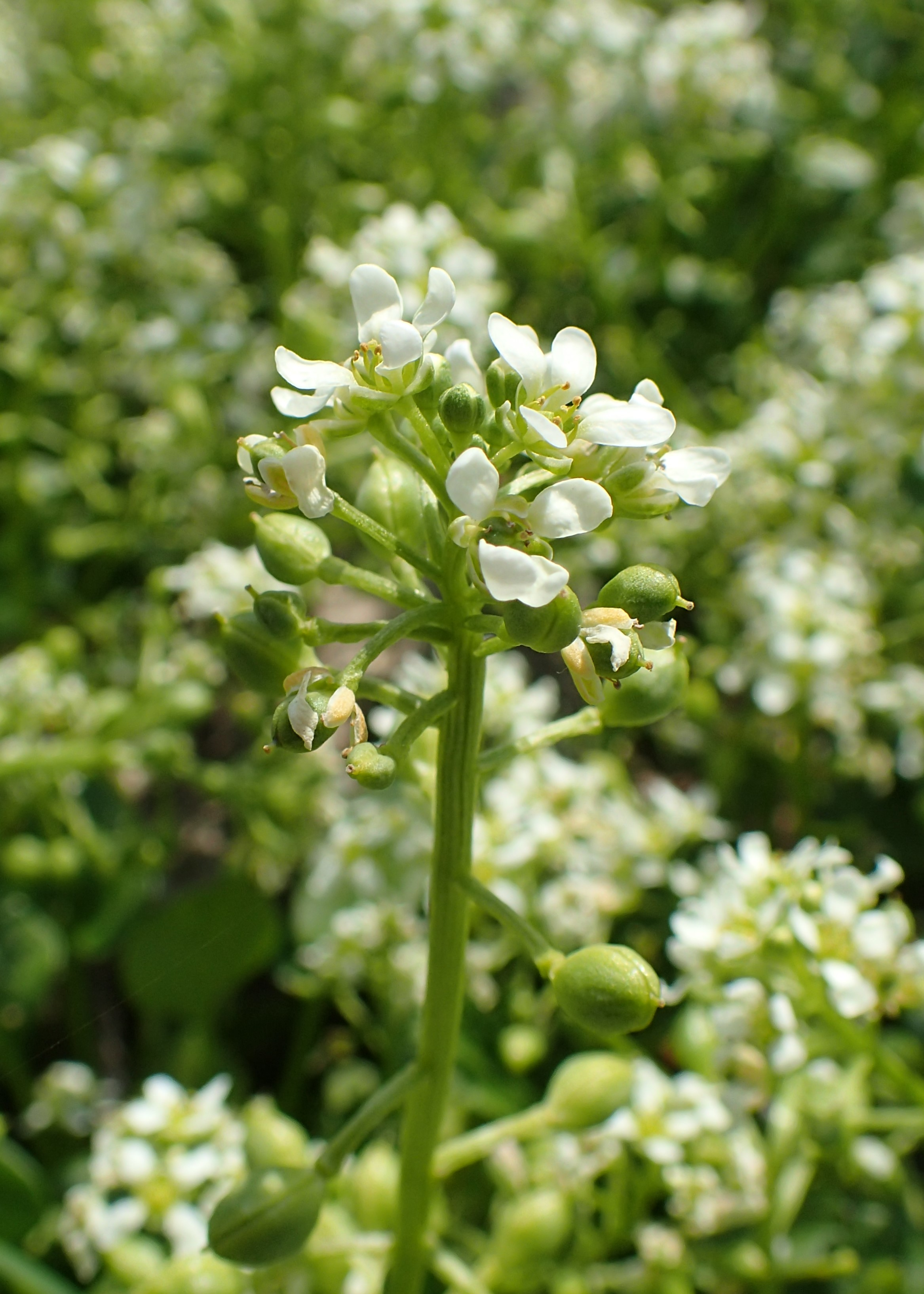
Kwiaty i owoce

ŁodygaPodnosząca się, o długości (5)10–20(30) cm, naga, rozgałęziająca się od samej nasady, o odgałęzieniach łukowato wzniesionych lub pokładających się.
LiścieNieco mięsiste, nagie. Liście odziomkowe okrągławe lub szerokojajowate na długich ogonkach. Liście łodygowe siedzące, obejmujące sercowatą nasadą łodygę. Liście swoim kształtem przypominają łyżkę i stąd łacińska nazwa rodzajowa rośliny (łac. cochlear = łyżka).
KwiatyBiałe lub żółtawe, zebrane na dość grubych szypułkach w grono na szczycie łodygi. 4 płatki korony o długości 4–8 mm.
OwocEliptycznodeltoidalna łuszczynka (najszersza w środku), o długości 4–6 mm, szerokości 1,5–4 mm i zawierająca 5–7 nasion w każdej komorze. Nasiona płaskie z szerokimi brodaweczkami.

## Biologia i ekologia
RozwójRoślina dwuletnia lub bylina. Kwitnie od czerwca do września, zakwita w drugim roku życia. Rozmnaża się wyłącznie przez nasiona roznoszone przez wodę. Populacje w polskich Tatrach są w dobrej kondycji, gdyż duża część osobników rozmnaża się generatywnie.
SiedliskoPorasta wilgotne skały, piargi. Wyłącznie na podłożu granitowym. W polskich Tatrach występuje głównie w piętrze turniowym, rzadziej w halnym.
GenetykaLiczba chromosomów 2n = 42.

## Zagrożenia i ochrona
Roślina objęta jest w Polsce od 2004 r. ścisłą ochroną gatunkową. Chroni ją także dyrektywa siedliskowa. Jej stanowiska są dobrze chronione, znajdują się bowiem na obszarze Tatrzańskiego Parku Narodowego, narażone na przypadkowe zniszczenie są jedynie jej stanowiska przy szlakach turystycznych.
Informacje o stopniu zagrożenia na podstawie:
- Polskiej czerwonej księgi roślin (2001)[10] – gatunek narażony na wymarcie (kategoria zagrożenia VU); 2014: zagrożony (kategoria EN)[11]
- Czerwonej listy roślin i grzybów Polski (2006)[12] – gatunek narażony na wymarcie (kategoria zagrożenia V); 2016: EN (zagrożony)[13].

W polskich Tatrach występuje w populacjach liczących od kilku do kilkudziesięciu osobników. Najliczniejsze stanowisko znajduje się na Bańdziochu. W 2000 r. rosło tutaj 105 osobników, w 2003 169.